# Histoires de France
Histoires de France est une pièce de théâtre de Sacha Guitry en trois actes et douze tableaux créée au théâtre Pigalle en 1929. 

## Structure
La pièce est composée de 14 tableaux:
1. Les Gaulois
2. Jeanne d’Arc
3. Louis XI
4. François 1er
5. Henri IV
6. Richelieu
7. Mazarin
8. Louis XIV
9. Le 21 janvier 1793
10. Napoléon 1er
11. La Restauration
12. Le Second Empire
13. M. Thiers
14. À Giverny

## Distribution
- Sacha Guitry
- Jean Périer
- Samson Fainsilber
- Yvonne Printemps
- Émile Drain : Napoléon Ier
- Louis Gauthier
- Jacques Grétillat
- Romuald Joube
- Pierre Magnier
- Carlotta Conti

## Accueil critique
Dans les colonnes d'Excelsior, Charles Méré explique que « [la pièce] est un commentaire imprévu, spirituel de l'Histoire et de la légende depuis les Gaulois jusqu'à l'entrevue de M. Clémenceau et Claude Monnet [...]. Tantôt Sacha Guitry adopte le ton lyrique — mais sans s'écarter du naturel et de la vérité — tantôt il use des procédés classiques de la revue, ainsi que dans le tableau de la Restauration qui est une suite de sketches vraiment très drôles. Ces quatorze tableaux sont mis en scène avec un luxe éblouissant. La musique de scène de M. Henri Büsser est ingénieuse et colorée. Et quelle interprétation ! Il y a là plus de cent acteurs et une collections de vedettes dont les noms ne tiendraient pas sur une seule affiche. Sacha Guitry est tour à tour un Gaulois, François 1er, Molière, Napoléon III et Claude Monnet. C'est un grand artiste. ».
Marie de Heredia (sous le nom de plume Gérard d'Houville) fait l'éloge de la pièce dans Le Figaro: « L'ensemble de ces nombreux tableaux se succédant avec une rapide magie, tout cela compose un spectacle très varié, très amusant, à la fois somptueux et sans prétention, plein de tact et d'un goût souvent charmant ou fort beau ».
Dans le quotidien culturel Comœdia, Étienne Rey écrit: « Ces tableaux variés, bien que traités librement, et parfois à la légère, n'en constituent pas moins une sorte d'imagerie de l'Histoire de France, qui dans l'ensemble donne une physionomie assez fidèle et nullement irrespectueuse, de certains personnages. En particulier c'est bien la première fois que les rois de France ne sont pas représentés comme des ganaches et tournés en ridicule ».
En revanche la critique du Petit Journal se montre plus réservée : « Je crains que Paris ne montre quelque résistance; j'estime que M. Guitry a fait là un tour de force, en écrivant une pièce simple pour une machinerie compliquée; il s'est même donné trop de mal, en cherchant à donner par une sorte de sketch, l'état d'esprit de chaque époque. Il faut avouer qu'il y a des coins charmants et dignes de Sacha, mais l'ensemble est trop diffus, trop copieux. [...] Pensez que ce spectacle a duré de 8h20 à minuit moins dix ! ».